# 卡尔·斯托勒里
卡尔·斯托勒里（英語：Karl Stollery，1987年11月21日—），加拿大男子冰球运动员，场上位置是后卫。他曾代表加拿大国家队参加2018年冬季奥林匹克运动会冰球比赛，获得一枚铜牌。